# Obereopsis mirei
Obereopsis mirei är en skalbaggsart som beskrevs av Stefan von Breuning 1977. Obereopsis mirei ingår i släktet Obereopsis och familjen långhorningar. Inga underarter finns listade i Catalogue of Life.